# 34408 Simonanghel
34408 Simonanghel este o planetă minoră (asteroid), cu un diametru de 5,033 km, din centura de asteroizi. A fost descoperită pe 4 septembrie 2000 la Stația Anderson Mesa de Lowell Observatory Near-Earth-Object Search. 
Obiectul prezintă o orbită caracterizată de o semiaxă mare de 2,9782854 UAi, o excentricitate de 0,11, o înclinație de 3,22847 ° în raport cu ecliptica.